# Игор Ђорђевић
Игор Ђорђевић (Крагујевац, 19. децембар 1978) српски је филмски, телевизијски и позоришни глумац, и професор глуме.
Ђорђевић је широј публици најпознатији као Влада у романтичној ТВ серији Непобедиво срце, као Ђорђе Катић у серијалу Корени и као Анте Врбан у антиратном филму Дара из Јасеновца.
Добитник је две Стеријине и две награде „Раша Плаовић”. Првенствено позоришни глумац, Игор је годинама најмлађи првак драме Народног позоришта у Београду.

## Детињство и школовање
Ђорђевић је рођен у Крагујевцу, где је завршио основну школу. У петом разреду, како и сам каже, остао је опчињен глумом Зорана Радмиловића у представи Радован Трећи и истовремено заволео глумачки позив. Убрзо је одустао од тренирања фудбала и каратеа, и као средњошколац уписао глуму у Аранђеловцу. Глуму је касније и дипломирао 2001. године на Академији драмских уметности у Новом Саду у класи Виде Огњеновић. Дипломску представу Богојављенска ноћ одиграо је у сомборском Народном позоришту. На класи је био са Иваном Босиљчићем, Надом Шаргин и Слобом Стефановићем.
Игор Ђорђевић открио је у једном интервјуу да се целога живота бори са дислексијом. Глумац је често упозоравао на опрез у третирању овог поремећаја код деце.

## Каријера

### 2002-2014: Прве улоге
Одмах по завршетку студија, 2002. године, Игор је постао стални члан Народног позоришта. Ту је остварио запажене улоге у представама Зли дуси, Рибарске свађе и Милева Ајнштајн. Филмски деби остварује улогом у филму Класа 2002, а 2004. године добија шансу у домаћем блокбастеру Јесен стиже, Дуњо моја. Његов таленат препознат је и награђен на Филмским сусретима у Нишу у виду признања за најбољи глумачки деби године. Следеће године тумачи једну од споредних улога у хит серији М(ј)ешовити брак, а четири године касније игра у филму Ђавоља варош, и репризира улогу из Јесен стиже… али у телевизијском формату.
Године 2011, глумац се појавио у три ТВ серије. Најпре је остварио споредну улогу у Мирис кише на Балкану, коју су предводили Љиљана Благојевић и Предраг Ејдус, а затим и у серији Жене са Дедиња. Истовремено стигло је и признање његове матичне куће — Награда „Петар Банићевић” младом глумцу до 35. година који се посебно уметнички истакао и исказао висок професионализам у послу и односу према Народном позоришту у периоду од 1. новембра 2010. до 31. октобра 2011. године. Заједно са овом дошла је и награда „Раша Плаовић” за најбољег епизодног глумца, за улогу Ставрогина у представи Зли дуси. Најзначајнија у његовој дотадашњој каријери била је улога грамзивог вереника Владе у романтичној телевизијској драми Непобедиво срце. Глумац је привукао пажњу публике као претња љубави омиљеног телевизијског двојца Слобода Мићаловић-Иван Босиљчић.
Та улога обезбедила му је ангажман у биоскопској хит комедији Шешир професора Косте Вујића. Редитељ Здравко Шотра овде му је поверио улогу генерала Живојина Мишића. Када је филм касније преточен у вишечасовни телевизијски серијал, Игор је репризирао своју оригиналну улогу. Године 2012, добио је још и део у популарној серији Монтевидео, Бог те видео! Драгана Бјелогрлића, као и епизодну улогу у ТВ серији Бела лађа. Наредне године, Ђорђевић прихвата улогу учитеља Живадина у серији Равна гора. Имао је још и епизодну улогу у ТВ серији Звездара. Занимљив је податак да је за годину дана временског размака Ђорђевић радио са четворицом најангажованијих телевизијских редитеља у земљи - Шотром, Бјелогрлићем, Синишом Павићем и Радошем Бајићем.

### 2015-2020: Широка популарност
Добија улогу у филму За краља и отаџбину, који је заправо рађен по мотивима серије Равна гора, а опет у режији Бајића. Ђорђевић је још играо и у љубавној драми Једне летње ноћи, рађеној по мотивима романа Милице Јаковљевић Мир-Јам.
У филму Слепи путник на броду лудака, који је приказивао живот српског књижевника Петра Кочића у београдској менталној установи на Губеревцу, главна улога припала је по први пут Ђорђевићу. Уследио је ангажман у ТВ трилеру Месо, и још једном главна улога, друга у каријери. Игор је овде у улози осредњег фудбалера који, залечујући повређено колено и одмарајући се на паузи од фудбала, бива уплетен у ситни криминал.
Године 2018, Игор Ђорђевић стиче популарност захваљујући улози у ТВ серији Корени, адаптацији истоименог романа Добрице Ћосића. Уз глумачку екипу коју предводе Жарко Лаушевић и Слобода Мићаловић, Игор игра несрећног Ђорђа Катића, похлепног, насилног сина великог Аћима Катића. Живот Ђорђа Катића трагичан је због вечитог омаловажавања које долази од стране деспотског оца, као и услед немогућности да добије наследника који би сачувао имање Катића и наставио лозу.
Због велике контроверзе која је обележила прву сезону серије Немањићи - рађање краљевине, највише због оштрих негативних критика које је тај пројекат добио, публика и одређена интернет-заједница, готово знатижељно су ишчекивали овај пројекат Радио-телевизије Србије. На изненађење свих, серија „Корени” освојила је универзално добре критике. Између осталих, похваљен је и Игор Ђорђевић који је „одлично донео лик Ђорђа Катића.”
После Корена Ђорђевић је тумачио споредне улоге у ТВ серијама Шифра Деспот, Делиријум тременс, Државни службеник, Кости и Случај породице Бошковић, а у популарној ТВ мистерији Сенке над Балканом играо је негативца Веригу. Од фебруара 2020. глумац је играо у представи „Калигула” Народног позоришта у Београду.

### 2021-данас: „Дара из Јасеновца”
Почетком 2021. године емитована је  драма Дара из Јасеновца редитеља Предрага Антонијевића. Ђорђевић је овде дочарао једног од главних ликова - монструозног Анта Врбана, заменика управника усташког логора Стара Градишка. У марту се појавио у епизодној улози пуковника Марковића у телевизијском трилеру Калкански кругови, снимљеном на Букуљи.

## Приватни живот
Игор Ђорђевић води повучен живот. О његовом детињству у Тополи и Аранђеловцу, као и о студентским данима у Новом Саду, мало се зна.
Од 2007. године у браку је са глумицом Зораном Бећић, са којом има две ћерке.

## Улоге

### Позоришне представе
| Наслов                           | Улога                                         | Редитељ                | Позориште                          | Премијера          |
| -------------------------------- | --------------------------------------------- | ---------------------- | ---------------------------------- | ------------------ |
| Дуги живот краља Освалда         | Краљ Освалд, Принц Доминик                    | Нинослав Шћепановић    | Народно позориште Суботица         | 9. фебруар 2000.   |
| Берлински круг кредом            |                                               | Вида Огњеновић         | Позориште младих                   | 15. мај 2000.      |
| Змијин свлак                     | Хусо                                          | Бојан Ђорђев           | Центар за културну деконтаминацију | 11. април 2001.    |
| Богојављенска ноћ                | Себастијан                                    | Зоран Ратковић         | Народно позориште Сомбор           | 17. мај 2001.      |
| Play Shakespeare                 | Ромео, Магбет, Касио, Ричард III              | Вида Огњеновић         | Народно позориште у Београду       | 2001.              |
| Милева Ајнштајн                  | Алберт                                        | Вида Огњеновић         | Народно позориште у Београду       | 30. октобар 2001.  |
| Хасанагиница                     | Аскер Хусо                                    | Јагош Марковић         | Народно позориште у Београду       | 30. децембар 2001. |
| Код вечите славине               | Роман                                         | Југ Радивојевић        | Театар „Јоаким Вујић”              | 1. март 2002.      |
| Два витеза из Вероне             | Протеј (представа је обновљена 2006)          | Горан Шушљик           | Позориште „Бошко Буха”             | 12. мај 2002.      |
| Хамлет                           | Клаудије                                      | Ивана Вујић            | Народно позориште у Београду       | 17. октобар 2002.  |
| Цврчко и Мравко                  | Мравко                                        | Ана Здравковић         | Позориште „Пуж”                    | 23. март 2003.     |
| Рибарске свађе                   | Иже                                           | Горан Рушкуц           | Народно позориште у Београду       | 4. јун 2003.       |
| Невјеста од вјетра               | Феликс Стјасни                                | Борис Миљковић         | Народно позориште у Београду       | 5. децембар 2003.  |
| Сабирни центар                   | Стеван Савски Кесер                           | Божидар Ђуровић        | Народно позориште у Београду       | 29. децембар 2003. |
| Тишина трезних                   | Фриђеш                                        | Кинга Мезеи            | Народно позориште у Београду       | 17. март 2004.     |
| Антоније и Клеопатра             | Октавијан                                     | Ања Суша               | Сава центар                        | 3. август 2004.    |
| Љубавник великог стила           | Инспектор Трутон (премијерно играо Јанош Тот) | Владимир Лазић         | Звездара театар                    | 5. април 2005.     |
| Слепи миш                        | Фрош                                          | Пламен Карталов        | Народно позориште у Београду       | 22. јун 2006.      |
| Порнографија 1, 2,... 4          |                                               | Ана Миљанић            | Центар за културну деконтаминацију | 31. август 2005.   |
| Дон Жуан                         | Дон Жуан                                      | Ана Ђорђевић           | Битеф театар                       | 17. новембар 2005. |
| Три сестре                       | Прозоров, Андреј Сергејевич                   | Вида Огњеновић         | Народно позориште у Београду       | 5. мај 2006.       |
| Муке са слободом                 | Конобар                                       | Вида Огњеновић         | Народно позориште у Београду       | 2. август 2006.    |
| Одумирање                        | Јанко                                         | Егон Савин             | Атеље 212                          | 7. децембар 2006.  |
| Осврни се у гневу                | Џими Портер                                   | Борис Лијешевић        | Народно позориште у Београду       | 22. фебруар 2007.  |
| Веселе жене виндзорске           | Мршавко                                       | Јиржи Менцл            | Народно позориште у Београду       | 29. март 2007.     |
| Дон Крсто                        | Бруно                                         | Вида Огњеновић         | Југословенско драмско позориште    | 1. август 2007.    |
| Цар Едип                         | Едип                                          | Вида Огњеновић         | Народно позориште у Београду       | 20. октобар 2007.  |
| Сексуалне неурозе наших родитеља | Фини господин                                 | Татјана Мандић Ригонат | Народно позориште у Београду       | 30. април 2008.    |
| Фигарова женидба и развод        |                                               | Слободан Унковски      | Народно позориште у Београду       | 16. новембар 2008. |
| Генерална проба самоубиства      | Глумац, рибар (премијерно играо Јанош Тот)    | Душан Ковачевић        | Звездара театар                    | 12. децембар 2008. |
| Превођење                        | Поручник Јоланд                               | Дејан Мијач            | Југословенско драмско позориште    | 2. март 2009.      |
| Сумњиво лице                     | Вића                                          | Божидар Ђуровић        | Звездара театар                    | 10. октобар 2009.  |
| Баханткиње                       | Пентеј                                        | Стефан Валдемар Холм   | Народно позориште у Београду       | 19. фебруар 2010.  |
| Златно теле                      | Корејко                                       | Горан Марковић         | Народно позориште у Београду       | 6. октобар 2010.   |
| Кањош Мацедоновић                | Кањош                                         | Вида Огњеновић         | Народно позориште у Београду       | 22. октобар 2011.  |
| Зли дуси                         | Николај Всеволодович Ставрогин                | Татјана Мандић Ригонат | Народно позориште у Београду       | 22. новембар 2011. |
| Чигра                            | Жак                                           | Божидар Ђуровић        | Звездара театар                    | 6. децембар 2012.  |
| Бизарно                          | Мартин, Ричи, Дејан                           | Снежана Тришић         | Народно позориште у Београду       | 1. октобар 2013.   |
| Ана Карењина                     | Љевин                                         | Југ Радивојевић        | Опера и театар Мадленијанум        | 26. април 2014.    |
| Родољубац                        | Јован Стерија Поповић                         | Небојша Брадић         | Звездара театар                    | 23. јануар 2015.   |
| Френки и Џони                    | Џони                                          | Теа Пухарић            | Народно позориште у Београду       | 15. април 2016.    |
| Ричард трећи                     | Краљ Ричард III                               | Снежана Тришић         | Народно позориште у Београду       | 24. април 2017.    |
| Петријин венац                   | Миса                                          | Бобан Скерлић          | Атеље 212                          | 24. новембар 2018. |
| Калигула                         | Калигула                                      | Снежана Тришић         | Народно позориште у Београду       | 5. фебруар 2020.   |

### Филмографија
| Год.       | Назив                                    | Улога                      |
| ---------- | ---------------------------------------- | -------------------------- |
| 2000-е     |                                          |                            |
| 2002.      | Класа 2002 (ТВ филм)                     |                            |
| 2004.      | Јесен стиже, Дуњо моја                   | кум Петрашин               |
| 2005.      | М(ј)ешовити брак (ТВ серија)             |                            |
| 2006.      | Кројачева тајна                          | војник                     |
| 2006.      | Не скрећи са стазе (ТВ филм)             | Супермен                   |
| 2007.      | Едина (кратки филм)                      |                            |
| 2007.      | Хамлет                                   | Хамлет                     |
| 2009.      | Ђавоља варош                             | Виктор                     |
| 2009.      | Јесен стиже, Дуњо моја (ТВ серија)       | кум Петрашин               |
| 2010-е     |                                          |                            |
| 2010.      | Златно теле (ТВ филм)                    | Корејко                    |
| 2011.      | Мирис кише на Балкану (ТВ серија)        | Клиф Мортон                |
| 2011.      | Сестре (ТВ филм)                         | комшија                    |
| 2011.      | Жене са Дедиња (ТВ серија)               | Јован                      |
| 2011.      | Непобедиво срце (ТВ серија)              | Влада                      |
| 2012.      | Шешир професора Косте Вујића             | Живојин Мишић              |
| 2012.      | Монтевидео, Бог те видео! (ТВ серија)    | Мустафа Голубић            |
| 2012.      | Бела лађа (ТВ серија)                    | Жмикић                     |
| 2013.      | Шешир професора Косте Вујића (ТВ серија) | Живојин Мишић              |
| 2013.      | Равна гора (ТВ серија)                   | учитељ Живадин             |
| 2013—2015. | Звездара (ТВ серија)                     | мафијаш „Вожд”             |
| 2014.      | Диван дан за Бананарибе (кратки филм)    | Сима Леновић               |
| 2014.      | Српска штампа (ТВ серија)                | Петар I Карађорђевић       |
| 2015.      | За краља и отаџбину                      | учитељ Живадин             |
| 2015.      | Једне летње ноћи (ТВ серија)             | Жарко Гавриловић           |
| 2015.      | Панта Драшкић цена части (ТВ филм)       | тужилац                    |
| 2015.      | Писмо за Деда Мраза (ТВ филм)            | тата                       |
| 2016.      | Слепи путник на броду лудака (ТВ филм)   | Петар Кочић                |
| 2016.      | Сумњива лица (ТВ серија)                 | Агатон                     |
| 2017.      | Месо (ТВ серија)                         | Мирко Цвијетић             |
| 2017.      | Пула то је рај                           | Игор                       |
| 2018.      | Месо                                     | Мирко Цвијетић             |
| 2018.      | Корени (ТВ серија)                       | Ђорђе Катић                |
| 2019.      | Шифра Деспот                             | Инспектор Буквић           |
| 2019.      | Принц Растко Српски                      | Вукан Немањић              |
| 2019.      | Делиријум тременс (ТВ серија)            | Душан                      |
| 2019.      | Сенке над Балканом (ТВ серија)           | Верига                     |
| 2019.      | Државни службеник (ТВ серија)            | Хамед                      |
| 2019.      | Преживети Београд (ТВ серија)            | Гаги                       |
| 2019—2022. | Јунаци нашег доба (ТВ серија)            | Мирослав Чичановић “Чичко” |
| 2020-е     |                                          |                            |
| 2020.      | Кости (ТВ серија)                        | Златан Гракалица           |
| 2020.      | Случај породице Бошковић (ТВ серија)     | Марковић                   |
| 2021.      | Дара из Јасеновца                        | Анте Врбан                 |
| 2021.      | Калкански кругови (ТВ серија)            | Марковић                   |
| 2021.      | Певачица (ТВ серија)                     | Раде                       |
| 2021.      | Феликс (ТВ серија)                       | отмичар                    |
| 2021.      | Адвокадо                                 | Водитељ Велимир Пузигаћа   |
| 2022.      | Бунар (ТВ серија)                        | Радомир                    |
| 2022.      | Џем од кавијара                          | Гвозден                    |
| 2023.      | Троје                                    | Иван                       |
| 2024.      | Руски конзул                             |                            |

## Награде и признања
- Стеријина награда за улоге Мартина, Ричија и Дејана у представи „Бизарно” Жељка Хубача, у режији Снежане Тришић и копродукцији Народног позоришта у Београду и Шабачког позоришта, на 59. Стеријином позорју (2014)
- Стеријина награда за улогу Професора у представи „Козоцид”, у режији Виде Огњеновић, Градског позоришта из Подгорице, на 63. Стеријином позорју (2019)
- Награда „Раша Плаовић”, за најбоље глумачко остварење на београдским сценама 2011/2012, (улога Ставрогина у представи „Зли дуси”)
- Наградa „Зоранов брк” на 20. Данима Зорана Радмиловића за улогу Кањоша у драми „Кањош Мацедоновић” (2011)
- Наградa „Зоранов брк” на 23. Данима Зорана Радмиловића за улоге Мартина, Ричија и Дејана у представи „Бизарно” (2014)
- Награда „Зоран Радмиловић”, за најбољег глумца 23. Фестивала „Дани Зорана Радмиловића” у Зајечару, за тумачење улога Мартина, Ричија и Дејана у представи „Бизарно”
- Награда из Фонда „Даринка Дара Чаленић” за најбољег младог глумца на 52. Стеријином позорју у Новом Саду за улогу Јанка у представи „Одумирање”[61]
- Награда међународног жирија I Националног театарског фестивала у Подгорици за најбољу споредну мушку улогу (Бруно — „Дон Крсто”)
- Награда међународног жирија I Националног театарског фестивала у Подгорици за главну мушку улогу (Џими Портер — „Осврни се у гневу”)
- Награда Академије уметности Нови Сад
- Награда за улогу Фриђеша у представи „Тишина трезних” на позоришном фестивалу у Мађарској
- Годишња Награда Народног позоришта за улоге у представама „Три сестре” и „Муке са слободом”
- Похвала Народног позоришта за улогу Цара Едипа у представи „Цар Едип”
- Награда на Медитеранском фестивал „Пургаторије” у Тивту за најбољу мушку улогу (Бруно — „Дон Крсто”)
- Награда стручног жирија и публике на „Данима Миливоја Живановића” у Пожаревцу за улогу Цара Едипа у представи „Цар Едип”
- Награда за најбољи сегмент представе на фестивалу „Борини дани” у Врању („Осврни се у гневу”)
- Награда „Вељко Маричић” за најбољу епизодну улогу на 16. фестивалу Малих сцена у Ријеци за улогу Финог господина у представи „Сексуалне неурозе наших родитеља”
- Награда публике за глумца вечери на фестивалу „Нушићеви дани” у Смедереву (Вића, срески писар — „Сумњиво лице”)
- Награда Народног позоришта у Београду за најбоље индивидуално премијерно уметничко остварење у оквиру репертоара Куће у периоду од 22. новембра 2010. године до 10. новембра 2011. (улога Кањоша Мацедоновића у истоименој представи Виде Огњеновић)
- Награда за најбољег глумца на четвртом Међународном амбијенталном позоришном фестивалу „Тврђава театар” за улогу Кањоша Мацедоновића у истоименој представи Виде Огњеновић
- Награда „Милосав Буцa Мирковић”, за најбољег глумца 33. Позоришног фестивала „Нушићеви дани” у Смедереву, за улоге Мартина, Ричија и Дејана у представи „Бизарно”
- Награда Фестивала „Град театар” у Будви, за драмско стваралаштво
- Награда Народног позоришта за најбоља индивидуална премијерна уметничка остварења у оквиру репертоара Народног позоришта (2017)[105]
- Награда „Раша Плаовић”, за улогу у представи „Калигула” у сезони 2019/2020.[2]